# World Games 2017/Teilnehmer (Mexiko)
| Gelbes Symbol für Goldmedaillen mit stilisierten Olympischen Ringen | Graues Symbol für Silbermedaillen mit stilisierten Olympischen Ringen | Braundes Symbol für Bronzemedaillen mit stilisierten Olympischen Ringen |
| ------------------------------------------------------------------- | --------------------------------------------------------------------- | ----------------------------------------------------------------------- |
| 1                                                                   | 1                                                                     | 3                                                                       |

Mexiko nahm in Breslau an den World Games 2017 teil. Die mexikanische Delegation bestand aus 21 Athleten.

## Medaillengewinner

### Gold
| Name               | Sportart  | Wettkampf     |
| ------------------ | --------- | ------------- |
| Dan Schon Weinberg | Jiu Jitsu | 85 kg Ne-Waza |

### Silber
| Name                                  | Sportart      | Wettkampf                |
| ------------------------------------- | ------------- | ------------------------ |
| Rodolfo González Linda Ochoa-Anderson | Bogenschießen | Compoundbogen Mannschaft |
| Melissa Martínez Aceves               | Kickboxen     | K1 60 kg                 |

### Bronze
| Name                             | Sportart            | Wettkampf                  |
| -------------------------------- | ------------------- | -------------------------- |
| Tania López Sandra Góngora       | Bowling             | Doppel                     |
| Eduardo Alberto Gutiérrez Cortés | Jiu Jitsu           | 69 kg Fighting             |
| Milke Alejandro Paez             | Inline-Speedskating | 10.000 m Punkterennen Bahn |

## Teilnehmer nach Sportarten

### Bowling
| Athleten                        | Wettbewerb | Qualifikation | Qualifikation | Vorrunde                         | Vorrunde | Vorrunde                     | Vorrunde | Vorrunde                           | Vorrunde | Achtelfinale         | Achtelfinale  | Viertelfinale                   | Viertelfinale | Halbfinale                              | Halbfinale    | Finale                                     | Finale        | Rang          |
| Athleten                        | Wettbewerb | Punkte        | Rang          | Gegner                           | Ergebnis | Gegner                       | Ergebnis | Gegner                             | Ergebnis | Gegner               | Ergebnis      | Gegner                          | Ergebnis      | Gegner                                  | Ergebnis      | Gegner                                     | Ergebnis      | Rang          |
| ------------------------------- | ---------- | ------------- | ------------- | -------------------------------- | -------- | ---------------------------- | -------- | ---------------------------------- | -------- | -------------------- | ------------- | ------------------------------- | ------------- | --------------------------------------- | ------------- | ------------------------------------------ | ------------- | ------------- |
| Frauen                          |            |               |               |                                  |          |                              |          |                                    |          |                      |               |                                 |               |                                         |               |                                            |               |               |
| Sandra Góngora                  | Einzel     | 1333          | 14            | –                                | –        | –                            | –        | –                                  | –        | Birgit Poppler       | 1:2           | ausgeschieden                   | ausgeschieden | ausgeschieden                           | ausgeschieden | ausgeschieden                              | ausgeschieden | ausgeschieden |
| Tania López                     | Einzel     | 1185          | 25            | –                                | –        | –                            | –        | –                                  | –        | ausgeschieden        | ausgeschieden | ausgeschieden                   | ausgeschieden | ausgeschieden                           | ausgeschieden | ausgeschieden                              | ausgeschieden | ausgeschieden |
| Tania López Sandra Góngora      | Doppel     | –             | –             | Joey Yeo / Jasmine Yeong-Nathan  | 911:845  | Samantha Hannan / Becky Daly | 949:731  | Liliia Kononenko / Daria Kowalowa  | 928:811  | –                    | –             | Valerie Bercier / Miranda Panas | 899:807       | Kelly Kulick / Danielle McEwan          |               | Platz 3: Patricia De Faria / Karen Marcano | 965:835       | Bronze        |
| Männer                          |            |               |               |                                  |          |                              |          |                                    |          |                      |               |                                 |               |                                         |               |                                            |               |               |
| Arturo Quintero                 | Einzel     | 1389          | 9             | –                                | –        | –                            | –        | –                                  | –        | Salvatore Polizzotto | 0:2           | ausgeschieden                   | ausgeschieden | ausgeschieden                           | ausgeschieden | ausgeschieden                              | ausgeschieden | ausgeschieden |
| Ricardo Lecuona                 | Einzel     | 1420          | 2             | –                                | –        | –                            | –        | –                                  | –        | Massimiliano Celli   | 0:2           | ausgeschieden                   | ausgeschieden | ausgeschieden                           | ausgeschieden | ausgeschieden                              | ausgeschieden | ausgeschieden |
| Ricardo Lecuona Arturo Quintero | Doppel     | –             | –             | Dan Maclelland / Francois Lavoie | 803:957  | Youngseon Cho / Heewon Kang  | 965:937  | Patryk Preus / Alessandro Silletti | 906:904  | –                    | –             | Jesper Agerbo / Thomas Larsen   | 864:845       | Ildemaro Ruiz / Massimiliano Fridegotto | 862:941       | Platz 3: Michael Mak / Siu Hong Wu         | 948:1003      | 4             |

### Feldbogenschießen
| Athleten                              | Wettbewerb          | Qualifikation | Qualifikation | Sechzehntelfinale | Sechzehntelfinale | Achtelfinale         | Achtelfinale | Viertelfinale                   | Viertelfinale | Halbfinale                           | Halbfinale    | Finale                            | Finale        | Rang          |
| Athleten                              | Wettbewerb          | Ringe         | Rang          | Gegner            | Ergebnis          | Gegner               | Ergebnis     | Gegner                          | Ergebnis      | Gegner                               | Ergebnis      | Gegner                            | Ergebnis      | Rang          |
| ------------------------------------- | ------------------- | ------------- | ------------- | ----------------- | ----------------- | -------------------- | ------------ | ------------------------------- | ------------- | ------------------------------------ | ------------- | --------------------------------- | ------------- | ------------- |
| Frauen                                |                     |               |               |                   |                   |                      |              |                                 |               |                                      |               |                                   |               |               |
| Linda Ochoa-Anderson                  | Compoundbogen       |               | 3             | Andrea Marcos     | 148:143           | Toja Ellison         | 146:147      | ausgeschieden                   | ausgeschieden | ausgeschieden                        | ausgeschieden | ausgeschieden                     | ausgeschieden | ausgeschieden |
| Stephanie Salinas                     | Compoundbogen       | 688           | 13            | Parisa Baratchi   | 145:140           | Aleksandra Savenkova | 143:147      | ausgeschieden                   | ausgeschieden | ausgeschieden                        | ausgeschieden | ausgeschieden                     | ausgeschieden | ausgeschieden |
| Männer                                |                     |               |               |                   |                   |                      |              |                                 |               |                                      |               |                                   |               |               |
| Rodolfo González                      | Compoundbogen       | 705           | 9             | Riaan Crowther    | 146:143           | Reo Wilde            | 146:148      | ausgeschieden                   | ausgeschieden | ausgeschieden                        | ausgeschieden | ausgeschieden                     | ausgeschieden | ausgeschieden |
| Mixed                                 |                     |               |               |                   |                   |                      |              |                                 |               |                                      |               |                                   |               |               |
| Rodolfo González Linda Ochoa-Anderson | Compound Mannschaft | –             | –             | –                 | –                 | –                    | –            | Mike Schloesser / Sanne De Laat | 157:155       | Camilo Cardona Montañez / Sara Lopez | 149:149       | Stephan Hansen / Sarah Sønnichsen | 155:156       | Silber        |

### Inline-Speedskating

#### Bahn
| Athleten             | Wettbewerb           | Qualifikation | Qualifikation | Viertelfinale | Viertelfinale | Halbfinale   | Halbfinale | Finale           | Finale           | Rang             |
| Athleten             | Wettbewerb           | Zeit          | Rang          | Zeit          | Rang          | Zeit         | Rang       | Zeit/Punkte      | Rang             | Rang             |
| -------------------- | -------------------- | ------------- | ------------- | ------------- | ------------- | ------------ | ---------- | ---------------- | ---------------- | ---------------- |
| Männer               |                      |               |               |               |               |              |            |                  |                  |                  |
| Milke Alejandro Paez | 1000 m Sprint        | –             | –             | 1:23,911 min  | 12            | 1:22,534 min | 7          | 1:25,372 min     | 6                | 6                |
| Milke Alejandro Paez | 10000 m Punkterennen | –             | –             | –             | –             | –            | –          | 9 Punkte         | 3                | Bronze           |
| Milke Alejandro Paez | 15000 m Rennen       | –             | –             | –             | –             | –            | –          | nicht angetreten | nicht angetreten | nicht angetreten |

#### Straße
| Athleten             | Wettbewerb           | Qualifikation    | Qualifikation    | Viertelfinale    | Viertelfinale    | Halbfinale       | Halbfinale       | Finale           | Finale           | Rang             |
| Athleten             | Wettbewerb           | Zeit             | Rang             | Zeit             | Rang             | Zeit             | Rang             | Zeit/Punkte      | Rang             | Rang             |
| -------------------- | -------------------- | ---------------- | ---------------- | ---------------- | ---------------- | ---------------- | ---------------- | ---------------- | ---------------- | ---------------- |
| Männer               |                      |                  |                  |                  |                  |                  |                  |                  |                  |                  |
| Jorge Luis, Martínez | 200 m Zeitfahren     | 16,832 s         | 1                | –                | –                | –                | –                | 17,040 s         | 4                | 4                |
| Jorge Luis, Martínez | 500 m Sprint         | nicht angetreten | nicht angetreten | nicht angetreten | nicht angetreten | nicht angetreten | nicht angetreten | nicht angetreten | nicht angetreten | nicht angetreten |
| Milke Alejandro Paez | 10000 m Punkterennen | –                | –                | –                | –                | –                | –                | nicht angetreten | nicht angetreten | nicht angetreten |
| Milke Alejandro Paez | 20000 m Rennen       | –                | –                | –                | –                | –                | –                | disqualifiziert  | disqualifiziert  | disqualifiziert  |

### Jiu Jitsu
| Athleten                 | Wettbewerb     | Vorrunde            | Vorrunde | Vorrunde         | Vorrunde | Achtelfinale | Achtelfinale | Viertelfinale | Viertelfinale | Halbfinale          | Halbfinale    | Finale / Platz 3    | Finale / Platz 3 | Rang          |
| Athleten                 | Wettbewerb     | Gegner              | Ergebnis | Gegner           | Ergebnis | Gegner       | Ergebnis     | Gegner        | Ergebnis      | Gegner              | Ergebnis      | Gegner              | Ergebnis         | Rang          |
| ------------------------ | -------------- | ------------------- | -------- | ---------------- | -------- | ------------ | ------------ | ------------- | ------------- | ------------------- | ------------- | ------------------- | ---------------- | ------------- |
| Frauen                   |                |                     |          |                  |          |              |              |               |               |                     |               |                     |                  |               |
| Verónica López Herrera   | 70 kg Fighting | Chloe Lalande       | 0:50     | Emilia Maćkowiak | 1:13     | –            | –            | –             | –             | ausgeschieden       | ausgeschieden | ausgeschieden       | ausgeschieden    | ausgeschieden |
| Männer                   |                |                     |          |                  |          |              |              |               |               |                     |               |                     |                  |               |
| Eduardo Gutiérrez Cortes | 69 kg Fighting | Milos Kovacevic     | 7:6      | Boy Vogelzang    | 0:50     | –            | –            | –             | –             | Pawel Korschawych   | 0:17          | Platz 3: Tim Toplak | 6:3              | Bronze        |
| Dan Schon Weinberg       | 85 kg Fighting | Daniel de Maddalena | 0:100    | David Ben Zaken  | 0:0      | –            | –            | –             | –             | Abdulbari Gusseinow | 0:0           | Daniel de Maddalena | 2:0              | Gold          |

### Kickboxen
| Athleten                | Wettbewerb | Viertelfinale   | Viertelfinale | Halbfinale           | Halbfinale    | Finale / Platz 3 | Finale / Platz 3 | Rang          |
| Athleten                | Wettbewerb | Gegner          | Ergebnis      | Gegner               | Ergebnis      | Gegner           | Ergebnis         | Rang          |
| ----------------------- | ---------- | --------------- | ------------- | -------------------- | ------------- | ---------------- | ---------------- | ------------- |
| Frauen                  |            |                 |               |                      |               |                  |                  |               |
| Melissa Martínez Aceves | K1 60 kg   | Lucia Cmarova   | 3:0           | Natallia Martiuchina | 2:1           | Marta Waliczek   | 0:3              | Silber        |
| Männer                  |            |                 |               |                      |               |                  |                  |               |
| David Martínez Aceves   | K1 63,5 kg | Orfan Sanansade | 1:2           | ausgeschieden        | ausgeschieden | ausgeschieden    | ausgeschieden    | ausgeschieden |

### Muay Thai
| Athleten        | Wettbewerb | Viertelfinale | Viertelfinale | Halbfinale    | Halbfinale    | Finale        | Finale        | Rang          |
| Athleten        | Wettbewerb | Gegner        | Ergebnis      | Gegner        | Ergebnis      | Gegner        | Ergebnis      | Rang          |
| --------------- | ---------- | ------------- | ------------- | ------------- | ------------- | ------------- | ------------- | ------------- |
| Männer          |            |               |               |               |               |               |               |               |
| Iván Valenzuela | 75 kg      | Rafal Korczak | 28:29         | ausgeschieden | ausgeschieden | ausgeschieden | ausgeschieden | ausgeschieden |

### Squash
| Athleten       | 1. Runde       | 1. Runde | Achtelfinale   | Achtelfinale | Viertelfinale | Viertelfinale | Halbfinale    | Halbfinale    | Finale        | Finale        | Rang          |
| Athleten       | Gegner         | Ergebnis | Gegner         | Ergebnis     | Gegner        | Ergebnis      | Gegner        | Ergebnis      | Gegner        | Ergebnis      | Rang          |
| -------------- | -------------- | -------- | -------------- | ------------ | ------------- | ------------- | ------------- | ------------- | ------------- | ------------- | ------------- |
| Frauen         |                |          |                |              |               |               |               |               |               |               |               |
| Samantha Terán | Cristina Gómez | 3:1      | Nicol David    | 0:3          | ausgeschieden | ausgeschieden | ausgeschieden | ausgeschieden | ausgeschieden | ausgeschieden | ausgeschieden |
| Männer         |                |          |                |              |               |               |               |               |               |               |               |
| César Salazar  | Balász Farkas  | 3:2      | Raphael Kandra | 0:3          | ausgeschieden | ausgeschieden | ausgeschieden | ausgeschieden | ausgeschieden | ausgeschieden | ausgeschieden |

### Wasserski
| Athleten       | Wettbewerb          | Qualifikation | Qualifikation | Finale        | Finale     | Rang                     | Rang                     | Rang          | Rang          | Rang          |
| Athleten       | Wettbewerb          | Ergebnis      | Rang          | Ergebnis      | Rang       | Rang                     | Rang                     | Rang          | Rang          | Rang          |
| -------------- | ------------------- | ------------- | ------------- | ------------- | ---------- | ------------------------ | ------------------------ | ------------- | ------------- | ------------- |
| Männer         |                     |               |               |               |            |                          |                          |               |               |               |
| Sandro Ambrosi | Slalom              | 5,00/58/18,25 | 5             | 5,50/58/11,25 | 4          | 4                        | 4                        | 4             | 4             | 4             |
| Patricio Font  | Trickfahren         | 7810          | 7             | 7650          | 6          | 6                        | 6                        | 6             | 6             | 6             |
| Athleten       | Wettbewerb          | Viertelfinale | Viertelfinale | Halbfinale    | Halbfinale | Letzte Chance Halbfinale | Letzte Chance Halbfinale | Finale        | Finale        | Rang          |
| Athleten       | Wettbewerb          | Ergebnis      | Rang          | Ergebnis      | Rang       | Ergebnis                 | Rang                     | Ergebnis      | Rang          | Rang          |
| Frauen         |                     |               |               |               |            |                          |                          |               |               |               |
| Larisa Morales | Wakeboard Freestyle | –             | –             | 21,45         | 11         | 36,89                    | 8                        | ausgeschieden | ausgeschieden | ausgeschieden |
| Männer         |                     |               |               |               |            |                          |                          |               |               |               |
| Beto Pérez     | Wakeboard Freestyle | 45,22         | 1             | 54,56         | 6          | –                        | –                        | 56,89         | 4             | 4             |